# Swainsona incei
Swainsona incei là một loài thực vật có hoa trong họ Đậu. Loài này được W.R.Price miêu tả khoa học đầu tiên.